# Dicranomyia (Dicranomyia) cunninghamensis
Dicranomyia (Dicranomyia) cunninghamensis is een tweevleugelige uit de familie steltmuggen (Limoniidae). De soort komt voor in het Australaziatisch gebied.